# Emydura macquarii
Espèce
Synonymes
- Chelys macquarii Gray, 1830
- Hydraspis australis Gray, 1841
- Euchelymys sulcifera Gray, 1871
- Chelymys krefftii Gray, 1871
- Chelymys victoriae marmorata Gray, 1872
- Chelymys victoriae sulcata Gray, 1872
- Emydura signata Ahl, 1932
- Emydura macquarii binjing Cann, 1998
- Emydura macquarii dharra Cann, 1998
- Emydura macquarii gunnabarra Cann, 1998
- Emydura macquarii dharuk Cann, 1998

Emydura macquarii, ou Tortue du Murray, est une espèce de tortue de la famille des Chelidae.

## Distribution
Cette espèce est endémique d'Australie.
- Emydura macquarii emmotti se rencontre au Queensland, en Nouvelle-Galles du Sud, dans le nord du Victoria et dans le sud-est de l'Australie-Méridionale ;
- Emydura macquarii krefftii se rencontre au Queensland ;
- Emydura macquarii macquarii se rencontre au Queensland ;
- Emydura macquarii nigra se rencontre au Queensland.

## Description

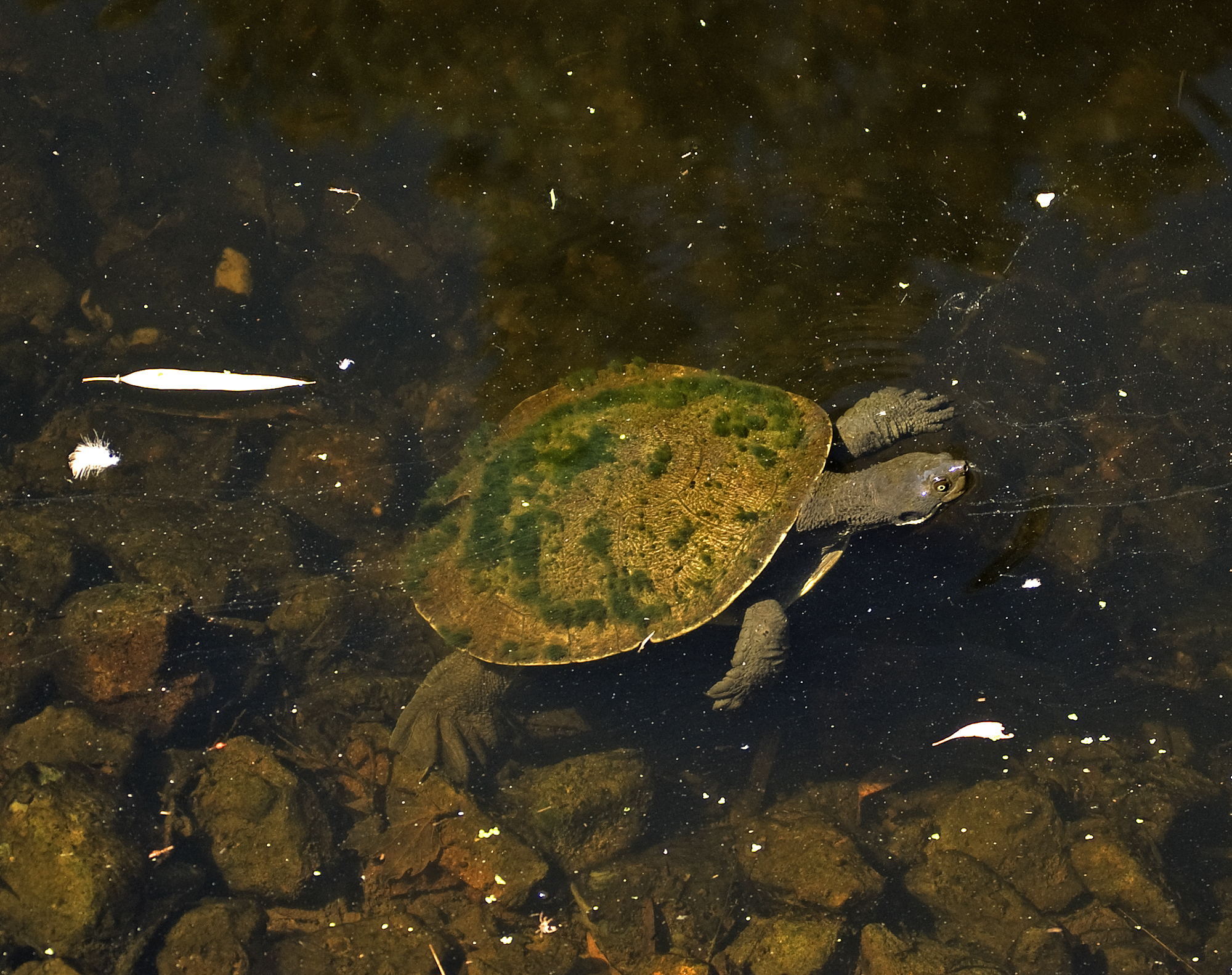
Emydura macquarii

La carapace des femelles atteint 340 mm et celle des mâles 300 mm.

## Liste des sous-espèces
Selon TFTSG (20 mai 2011) :
- Emydura macquarii emmotti Cann, McCord & Joseph-Ouni, 2003
- Emydura macquarii krefftii (Gray, 1871)
- Emydura macquarii macquarii (Gray, 1830)
- Emydura macquarii nigra McCord, Cann & Joseph-Ouni, 2003

## Étymologie
Cette espèce est nommée en référence à la rivière Macquarie.

## Publications originales
- Ahl, 1932 : Beschreibung einer neuen Schildkröte aus Australien. Gesellschaft Naturforschender Freunde zu Berlin, Sitzungsberichte, vol. 1932, p. 127–129.
- Cann, 1998 : Australian Freshwater Turtles. Beaumont Publishing, Singapore.
- Cann, McCord & Joseph-Ouni, 2003: Emmott's short-neck turtle, Emydura macquarii emmotti ssp. nov. p. 60–61 in McCord, Cann & Joseph-Ouni, 2003 : A taxonomic assessment of Emydura (Testudines: Chelidae) with descriptions of new subspecies from Queensland, Australia. Reptilia, vol. 27, p. 59–63.
- Gray, 1831 "1830" : A synopsis of the species of Class Reptilia. The animal kingdom arranged in conformity with its organisation by the Baron Cuvier with additional descriptions of all the species hither named, and of many before noticed, V Whittaker, Treacher and Co., London, vol. 9, Supplement, p. 1-110 (texte intégral).
- Gray, 1841 : A catalogue of the species of reptiles and amphibia hitherto described as inhabiting Australia, with a description of some new species from Western Australia.  Journals of Two Expeditions of Discovery in North-west and Western Australia, during the years 1837, 38 and 39, under the Authority of Her Majesty's Government, T. & W. Boone, London, vol. 2, p. 422–449 (texte intégral).
- Gray, 1871 : Notes on Australian freshwater tortoises. Annals and Magazine of Natural History, ser. 4, vol. 8, p. 366 (texte intégral).
- Gray, 1871 : On Euchelymys, a new genus and two new species of Australian freshwater tortoises. Annals and Magazine of Natural History, ser. 4, vol. 8, p. 117–118 (texte intégral).
- Gray, 1872 : On the genus Chelymys and its allies from Australia. Proceedings of the Zoological Society of London, vol. 1872, p. 504–514 (texte intégral).
- McCord, Cann & Joseph-Ouni, 2003 : A taxonomic assessment of Emydura (Testudines: Chelidae) with descriptions of new subspecies from Queensland, Australia. Reptilia, vol. 27, p. 59–63.